# With U (EP)
With U là EP thứ hai tại Nhật của ban nhạc nam Hàn Quốc Big Bang và được phát hành vào ngày 28 tháng 5 năm 2008.

## Danh sách bài hát
| STT              | Nhan đề                                                              | Thời lượng |
| ---------------- | -------------------------------------------------------------------- | ---------- |
| 1.               | "Intro - With U"                                                     | 1:08       |
| 2.               | "With U" (Bản tiếng Anh)                                             | 3:01       |
| 3.               | "Baby Baby" (Bản tiếng Anh của "Last Farewell")                      | 3:53       |
| 4.               | "This Love" (Bản tiếng Anh) (G-Dragon solo)                          | 3:30       |
| 5.               | "Mad About You"                                                      | 3:46       |
| 6.               | "We Belong Together" (Bản tiếng Anh) (hợp tác với Park Bom))         | 3:59       |
| 7.               | "Shake It" (Bản tiếng Anh) (hợp tác với Lee Eun Ju của Moo Ga Dang)) | 3:45       |
| 8.               | "My Girl" (Bản tiếng Nhật của "Ma Girl" (Taeyang solo))              | 3:49       |
| Tổng thời lượng: | Tổng thời lượng:                                                     | 26:55      |